# Bindua
Bindua è una frazione di Iglesias, di 418 abitanti.

## Geografia fisica
Situata a ridosso della SS 126. Il polmone verde del paese è la pineta, che la collega con Monte Agruxiau.
Frontalmente a Bindua si trova il villaggio di San Giovanni Miniera, noto per la Grotta di Santa Barbara. Salendo sul monte si giunge al villaggio di Normann, appartenente al comune di Gonnesa.

## Storia

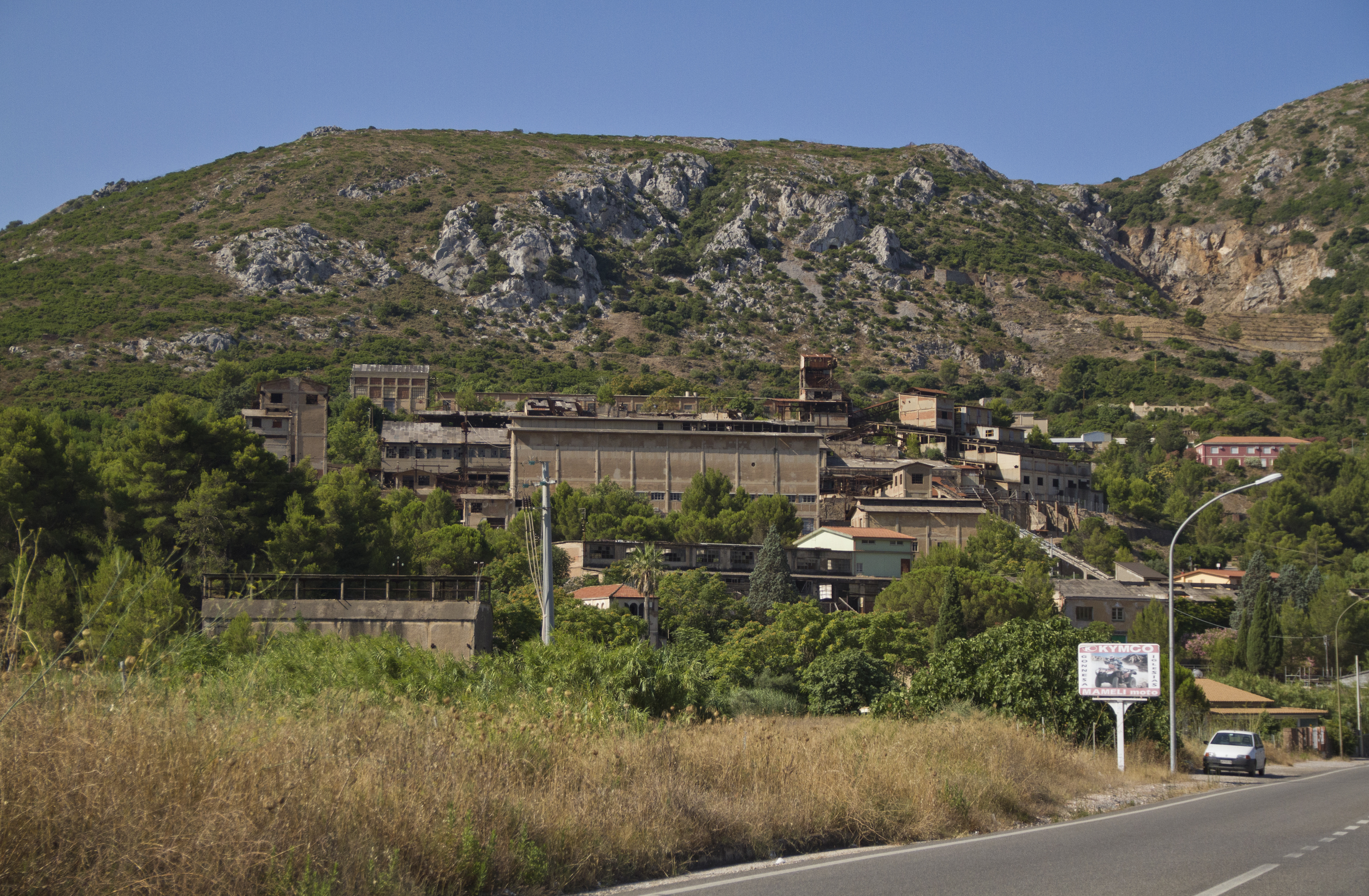
Miniera di San Giovanni

Il villaggio di Bindua è un caso atipico rispetto agli altri villaggi minerari perché è stato edificato non dalle società minerarie ma direttamente dai minatori. Non era sede di una miniera propria ma ospitava parte degli operai della vicina miniera di San Giovanni. L’insediamento si è sviluppato nell’area in cui precedentemente esisteva una fornace per la produzione di laterizi; questo spiega perché, nelle vecchie carte, la località fosse denominata Ceramica, così come il pozzo minerario della vicina minera di Monteponi e la locale stazione delle Ferrovie Meridionali Sarde (F.M.S.). Nel secondo dopoguerra il villaggio di Bindua si è contraddistinto soprattutto per la vita comunitaria degli operai che si sono aiutati e sostenuti nelle costruzioni delle case, nell’educazione dei figli e persino nella realizzazione delle principali infrastrutture idriche e fognarie. 

## Monumenti e luoghi di interesse
Attraversando la Strada statale 126 Sud Occidentale Sarda tramite il sottopassaggio, è possibile visitare la miniera di San Giovanni e la grotta di Santa Barbara.

### Architetture religiose

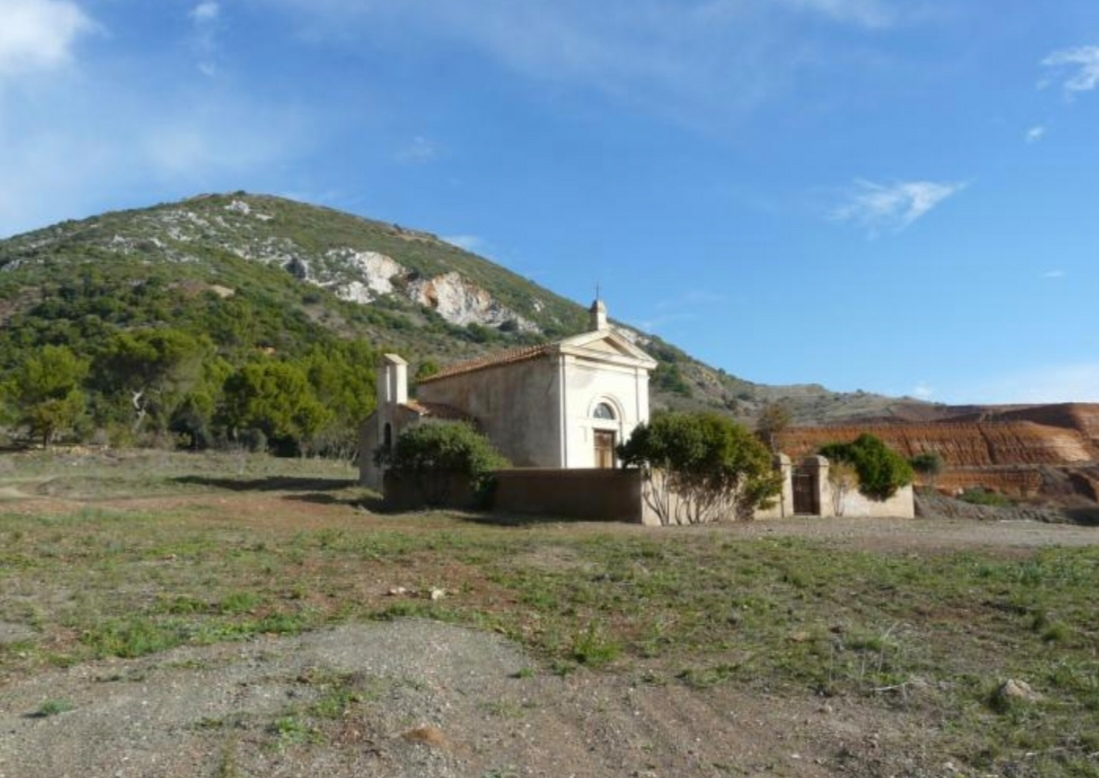
Chiesa di San Severino nei pressi dell'abitato

- Chiesa di San Severino: Costruita tra XIX-XX secolo, presenta planimetria ad aula unica
- Chiesa di San Giovanni Battista

## Cultura
La cultura del villaggio è fortemente legata all’esperienza di un gruppo di preti operai che, tra gli anni '50 e '70 del Novecento, seppero sviluppare lo spirito solidaristico e contribuire al progresso sociale, culturale ed economico dei residenti.

## Economia
Questa piccola frazione, abitata dagli ultimi minatori, vive, come tutto il territorio del Sulcis-Iglesiente, una fase storica di transizione a seguito della definitiva cessazione dell'attività estrattiva delle miniere.